# Seül
Seül (hangul: 서울, Seoul, oficialment Ciutat Especial Seül [서울특별시 Seoul Teukbyeolsi]) és la capital de Corea del Sud, i, durant sis segles i fins al 1945, de tota Corea. La ciutat està situada prop de la costa oest de la Península de Corea, travessada pel riu Han. És al sud de la Zona Desmilitaritzada, però tanmateix al nord-oest del país, i prop de la frontera. La ciutat és el centre polític, cultural, social i econòmic de Corea del Sud. També és un centre internacional de negocis, finances, empreses multinacional i organitzacions mundials, puix que és capital d'una de les economies més importants d'Àsia.
D'acord amb l'ONU, Seül té 9.794.304 milions d'habitants (segons un cens de l'any 2010), que repartits a una superfície de 613 km2 crea densitats de població altíssimes. L'àrea metropolitana, que inclou el port d'Incheon, i la ciutat residencial de Seongnam, té més de 20 milions d'habitants (concretament, uns 23.616.000 habitants), una de les més poblades del món. En anys recents, el govern metropolità ha dut a terme un extens programa de neteja de l'aigua i l'aire de la ciutat, però, la contaminació ambiental encara és un dels problemes més greus que pateixen.
Amb la seva llarga història, l'Àrea de Seül Capital conté cinc Patrimonis de la Humanitat: el Palau Changdeok, la Fortalesa de Hwaseong, el Santuari Jongmyo, Namhansanseong i les Tombes Reials de la Dinastia Joseon. Darrerament, Seül ha estat un lloc important per a la construcció arquitectònica. Les principals construccions modernes de referència moderns són, entre d'altres, N Seoul Tower, el 63 Building, la Lotte World Tower, la Dongdaemun Design Plaza, Lotte World, Trade Tower, COEX, i l'IFC Seoul. Seül va ser anomenada Capital Mundial del Disseny el 2010. Com el lloc de naixença del K-pop i l'Ona coreana, Seül va rebre més de 10 milions de visitants internacionals el 2014, cosa que la situa com la 9a ciutat més visitada del món i la quarta en recepció de turisme.

## Etimologia
El nom en català Seül, probablement influït per l'adaptació francesa Séoul, procedeix d'una interpretació errònia de la transcripció oficial Seoul, en la qual el dígraf eo representa una o oberta, per la qual cosa la pronunciació coreana s'assembla més a Soül o Saül que a Seül.
A diferència d'alguns topònims coreans, Seoul (literalment "capital") tan sols es pot escriure en hangul (서울); no admet escriptura en caràcters hanja per tractar-se d'un mot completament coreà, sense arrel xinesa.
El 19 de gener de 2005 es va suscitar una certa controvèrsia quan el consistori de la ciutat va demanar públicament a la Xina que deixés d'anomenar la ciutat pel seu nom tradicional en xinès, Hàntxéng (漢城, en coreà Hanseong, nom antic de la ciutat), i que adoptés en el seu lloc el nom de Xǒu'ěr (首爾), adaptació fonètica al xinès del nom en coreà actual. Aquesta decisió del municipi de Seül ha estat rebuda amb un cert desdeny a la República Popular Xina i a Taiwan. En qualsevol cas, alguns mitjans de comunicació en xinès ja han començat a utilitzar el nom encunyat per l'ajuntament de Seül, mentre que aquest ja utilitza el nou nom en els seus fullets d'informació turística en llengua xinesa.

## Geografia
El tradicional Seül és l'antiga ciutat de la dinastia Joseon, que avui forma el centre de la metròpolis, on es concentren palaus, edificis governamentals, seus de grans empreses, hotels i els mercats tradicionals. Aquesta àrea ocupa la vall de Cheonggyecheon (청계천). Al nord es troba la muntanya Bukhan i al sud la muntanya Namsan. Més al sud es troben els vells suburbis de Yongsan-gu i Mapo-gu, i el riu Han. El World Trade Center de Corea està a Gangnam-gu. Yeouido és una illa en el centre del riu Han, i és seu de l'Assemblea Nacional i d'un gran nombre d'edificis d'oficines. A Songpa-gu es troba l'Estadi olímpic al sud del riu.
La planificació urbanística va començar quan al segle xiv es va declarar definitivament capital del país. Els palaus reials de la dinastia Joseon encara es conserven.

## Clima
En comú amb la resta de Corea del Sud, Seül té un clima continental humit (segons la classificació climàtica de Köppen Dwa), tot i el que el país està envoltat per aigua per tres costats. Els estius són generalment càlids i humits, amb el Monsó asiàtic de l'est tenint lloc des del juny fins al juliol. L'agost, el mes més càlid, té unes temperatures mitjanes d'entre 22 °C a 30 °C (72 °F a 86 °F), amb possibilitats de temperatures més altes. Els hiverns són sovint molt freds amb unes temperatures mitjanes al mes de gener d'entre -7 °C a 1 °C (19 °F a 33 °F) i generalment són molt més secs que els estius, tot i que, de mitjana, Seül té 28 dies de neu a l'any.
| Mes                                         | Gen   | Feb   | Mar   | Abr   | Mai   | Jun   | Jul   | Ago   | Set   | Oct   | Nov   | Des   |
| ------------------------------------------- | ----- | ----- | ----- | ----- | ----- | ----- | ----- | ----- | ----- | ----- | ----- | ----- |
| Mitjana temp. màx. °C                       | 1,6   | 4,1   | 10,2  | 17,6  | 22,8  | 26,9  | 28,8  | 29,5  | 25,6  | 19,7  | 11,5  | 4,2   |
| Mitjana temp. mín. °C                       | -6,1  | -4,1  | 1,1   | 7,3   | 12,6  | 17,8  | 21,8  | 22,1  | 16,7  | 9,8   | 2,9   | -3,4  |
| Mitjana de pluges en mm                     | 21,6  | 23,6  | 45,8  | 77,0  | 102,2 | 133,3 | 327,9 | 348,0 | 137,9 | 49,3  | 53,1  | 24,9  |
| Hores de sol                                | 158,4 | 163,3 | 197,5 | 210,7 | 224,3 | 187,8 | 130,7 | 155,3 | 184,5 | 200,5 | 151,3 | 149,9 |
| Humitat                                     | 62,6  | 61,0  | 61,2  | 59,3  | 64,1  | 71,0  | 79,8  | 77,4  | 71,0  | 66,2  | 64,6  | 66,9  |
| Font: Arxivat 2009-01-23 a Wayback Machine. |       |       |       |       |       |       |       |       |       |       |       |       |

## Història
Els primers jaciments d'activitat humana daten del Paleolític. El regne de Baekje va fundar la capital dels seus dominis, Wiryesung, a la regió de l'actual Seül el 18 aC. Els anomenats Tres regnes de Corea van lluitar durant segles pel control de la zona, amb successives destruccions i addicions a la ciutat, ja que era el principal nus de comunicacions i qui dominava aquest punt estratègic tenia un gran avantatge per a dominar la resta de la península. A l'Edat Mitjana, concretament en el segle xi la dinastia Goryeo va construir un palau a Seül per reforçar-ne la capitalitat i la va denominar Capital del Sud o Hanyang (한양).
L'any 1394 se'n va oficialitzar la capitalitat de la dinastia Joseoni va canviar de nom a Hanseong (한성), nom que avui en dia encara utilitzen els xinesos. El 1636 va ser conquerida pels Qing i n'esdevingué ciutat tributària.
A partir del segle xix va començar un període de modernització de la població, amb la introducció de l'electricitat i xarxes telefòniques molt abans que la majoria de ciutats asiàtiques. La ciutat va rebre el nom de Gyeongseong (경성) o Keijo en japonès, durant el període d'ocupació japonesa (1910-1945) i finalment Seül a la fi de la Segona Guerra Mundial. La paraula Seül havia estat utilitzada des del regne Silla (57 aC-935) i procedeix de 'seobeol' o 'seorabeol' que es refereixen a Gyeongju, llavors la capital de Silla, i signifquen capital. Gyeong també vol dir "capital" i es fa servir per a referir-se a Seül als senyals de carretera i ferrocarrils (per exemple, el ferrocarril Gyeongbu (Seül-Busan) i l'autopista Gyeongin (Seül-Inchon).
Originalment, Seül era encerclada per una muralla que protegia la població d'atacs enemics, lladres i tigres, atès que l'avui en dia escàs tigre siberià era abundant a tota la península. La ciutat fou força malmesa durant la Guerra de Corea, que va provocar una gran destrucció al nucli urbà, que es va reconstruir en part gràcies a l'ajuda nord-americana. L'auge econòmic del país l'ha convertida en la segona metròpolis més gran de l'Àsia continental i pel seu mercat laboral en expansió, atreu una important immigració.
La capital coreana va ser seu dels Jocs Asiàtics de 1986; i posteriorment dels Jocs Olímpics d'Estiu de 1988 i, conjuntament ciutats del Japó, va ser seu del Mundial de futbol de 2002.

## Política i govern

### Divisió administrativa

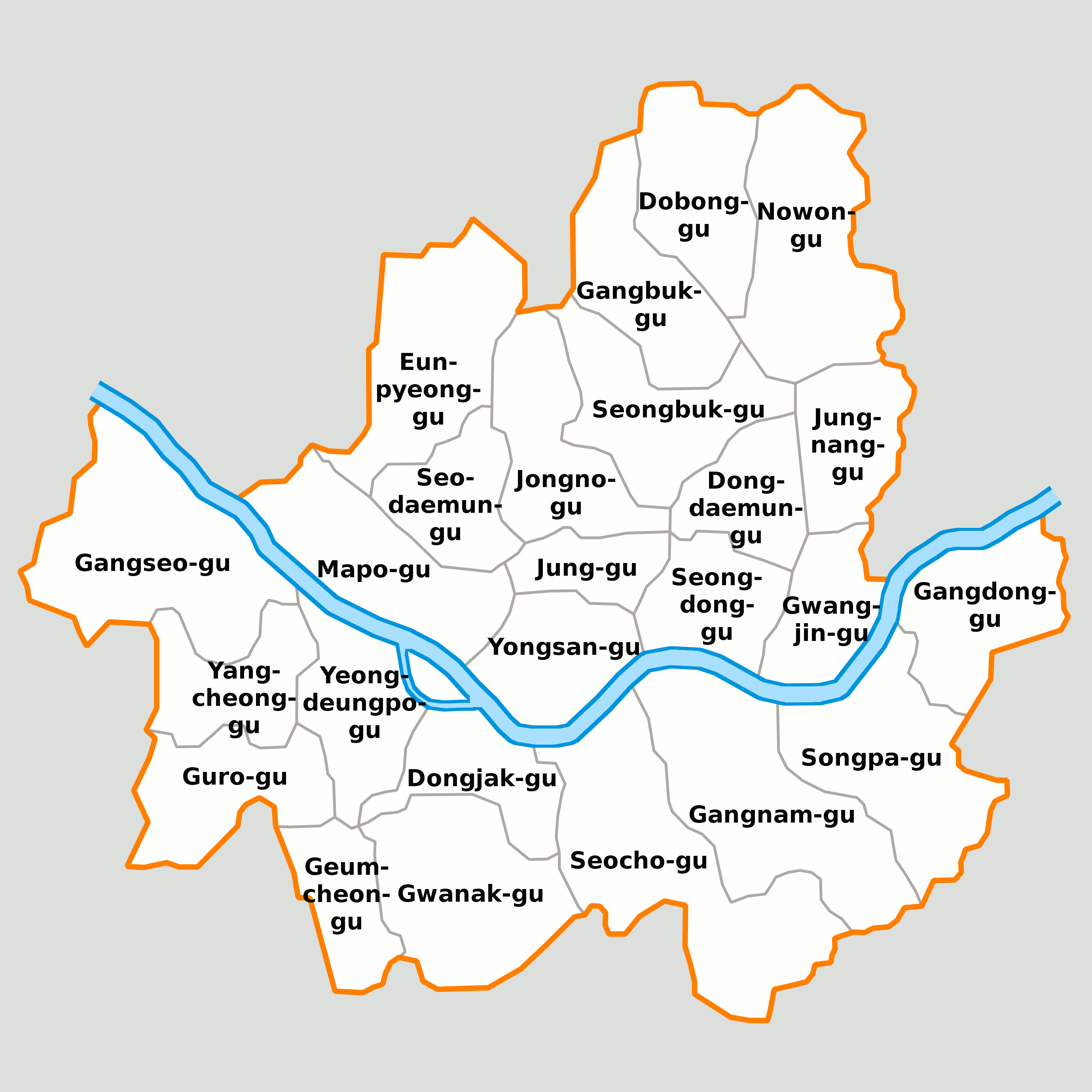
Districtes de Seül

Seül està dividida en 25 gu (구;區 "districtes"), els quals estan subdividits en 522 dong. Aquests dong es divideixen en 13,787 "tong", que al seu torn estan subdividits en 102.796 ban en total.
| - Districte de Dobong (도봉구; 道峰區) - Districte de Dongdaemun (동대문구; 東大門區) - Districte de Dongjak (동작구; 銅雀區) - Districte de Eunpyeong (은평구; 恩平區) - Districte de Gangbuk (강북구; 江北區) - Districte de Gangdong (강동구; 江東區) - Districte de Gangnam (강남구; 江南區) - Districte de Gangseo (강서구; 江西區) - Districte de Geumcheon (금천구; 衿川區) - Districte de Guro (구로구; 九老區) - Districte de Gwanak (관악구; 冠岳區) - Gwangjin (광진구; 廣津區) - Districte de Jongno (종로구; 鍾路區) | - Districte de Jung (중구; 中區) - Districte de Jungnang (중랑구; 中浪區) - Districte de Mapo (마포구; 麻浦區) - Districte de Nowon (노원구; 蘆原區) - Districte de Seocho (서초구; 瑞草區) - Districte de Seodaemun (서대문구; 西大門區) - Districte de Seongbuk (성북구; 城北區) - Districte de Seongdong (성동구; 城東區) - Districte de Songpa (송파구; 松坡區) - Districte de Yangcheon (양천구; 陽川區) - Districte de Yeongdeungpo (영등포구; 永登浦區) - Districte de Yongsan (용산구; 龍山區) |

### Trasllat de la capital
L'11 d'agost del 2004 el govern de Corea del Sud anuncià que la capital es traslladaria a l'àrea de Gonju el 2007, i que el procés no s'acabaria abans del 2012. Tot i ser part del programa electoral, aquest pla ha generat una gran controvèrsia. El 21 d'octubre del 2004 la Cort Constitucional declarà que la llei especial de trasllat de la capital era anticonstitucional, ja que es tractava d'una gran qüestió nacional que requeria un referèndum o bé una modificació de la constitució.

## Turisme i llocs històrics

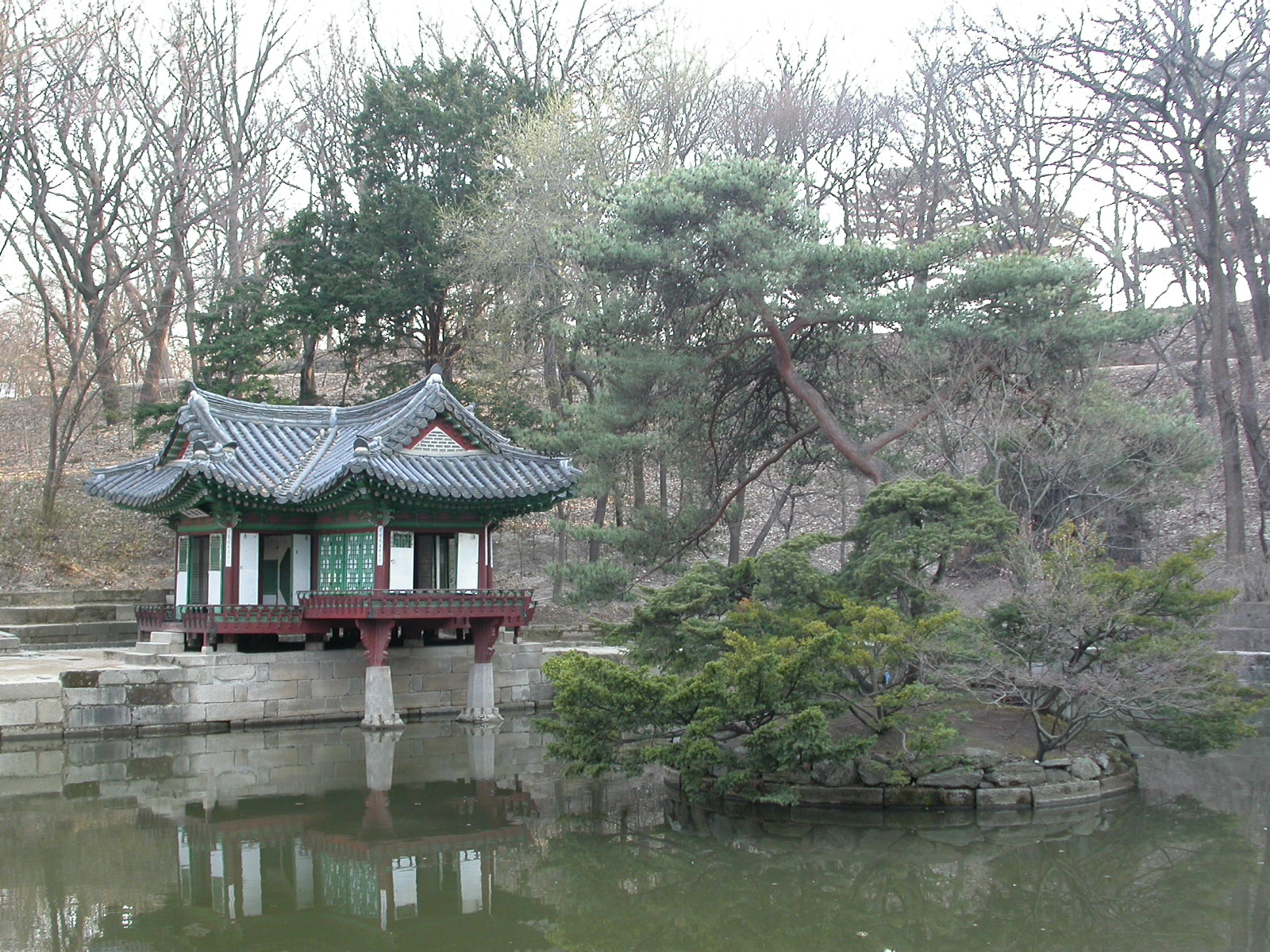
Pagoda Buyong-jeon al jardí secret del Biwon a Txangdeokgung.

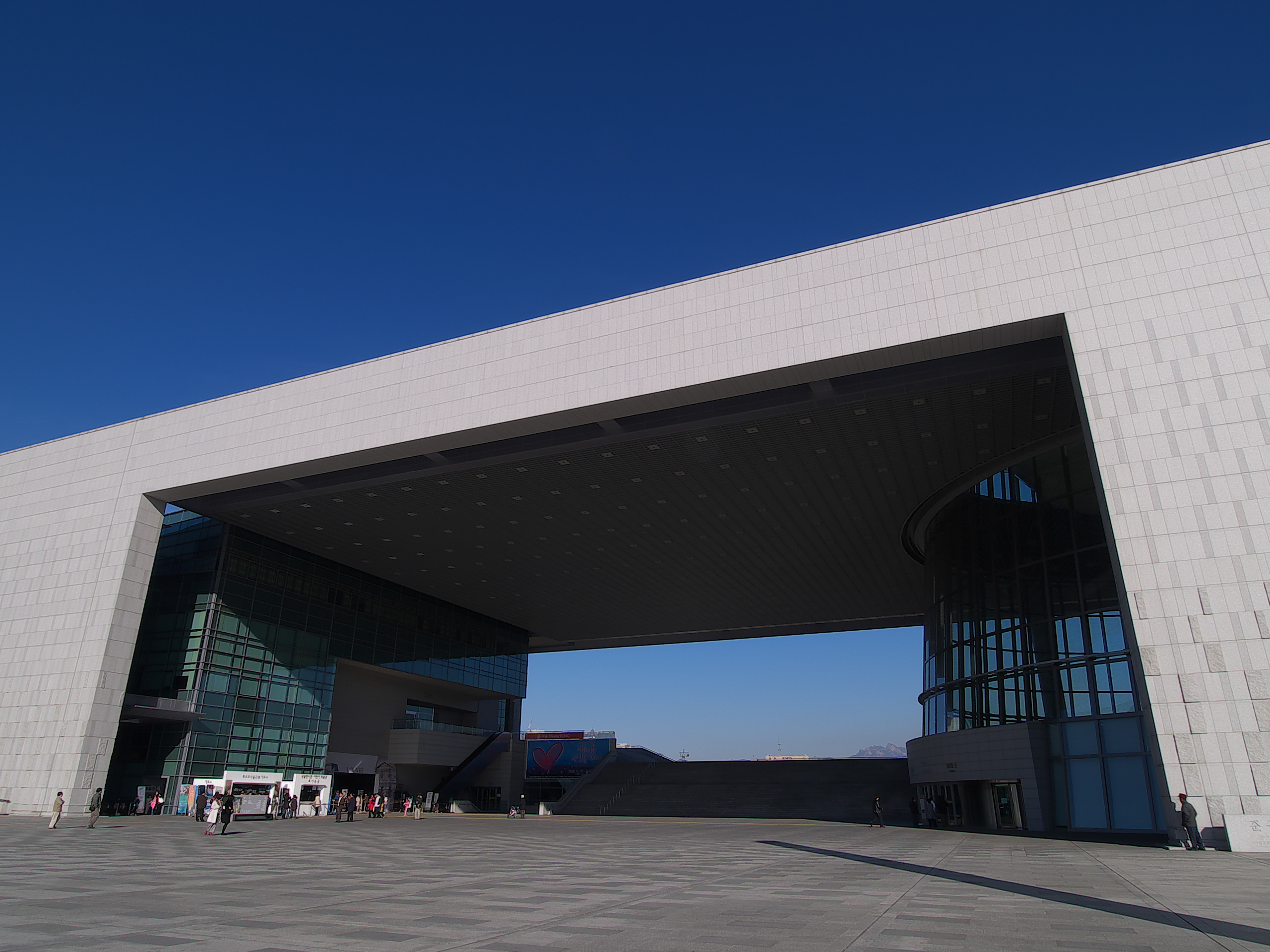
Museu Nacional [d'Art i d'Història] de Corea.

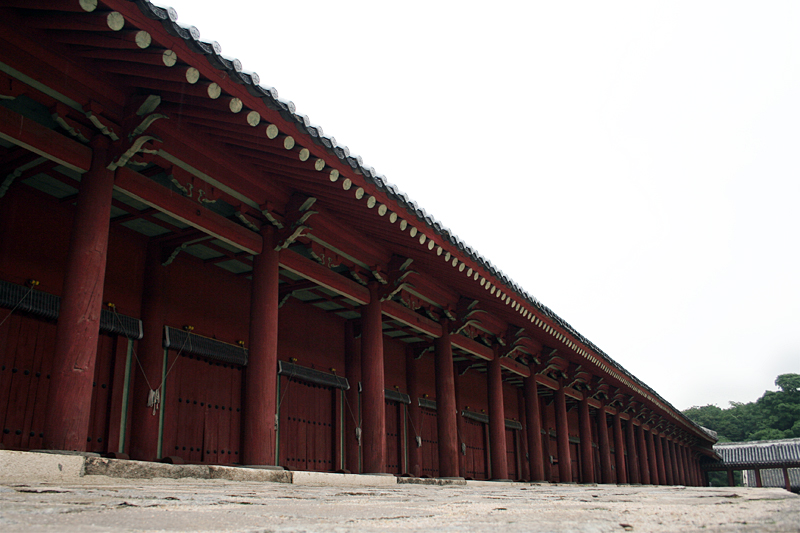
El Jongmyo.

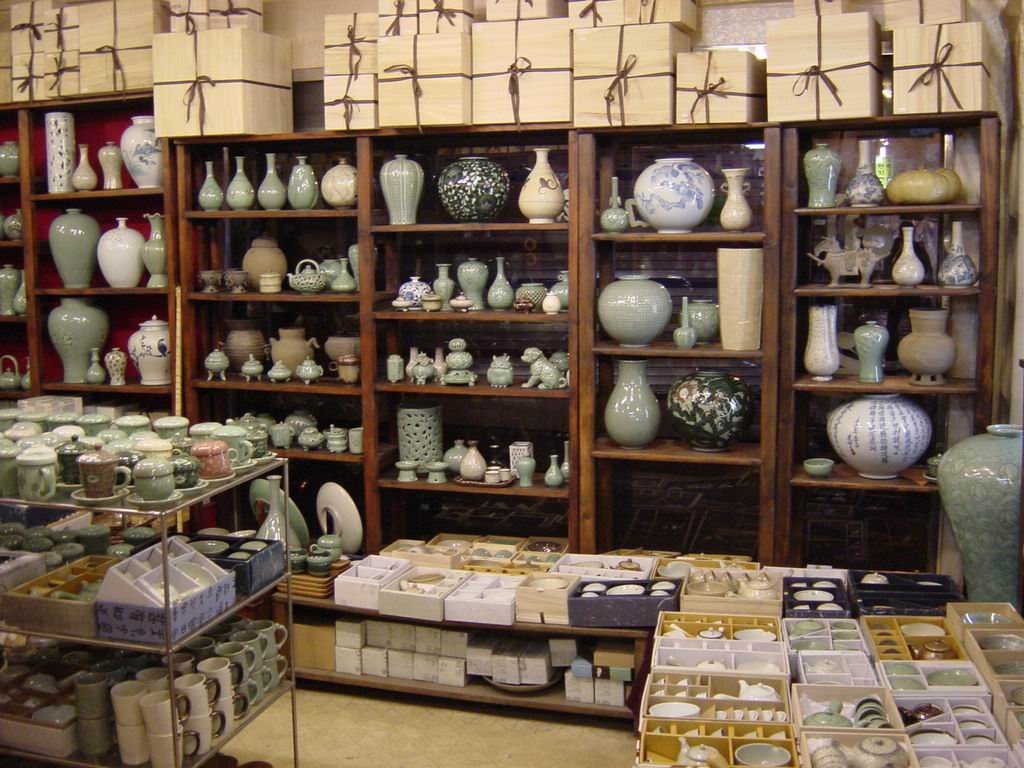
Una botiga de porcellana tradicional al carrer Insadong.

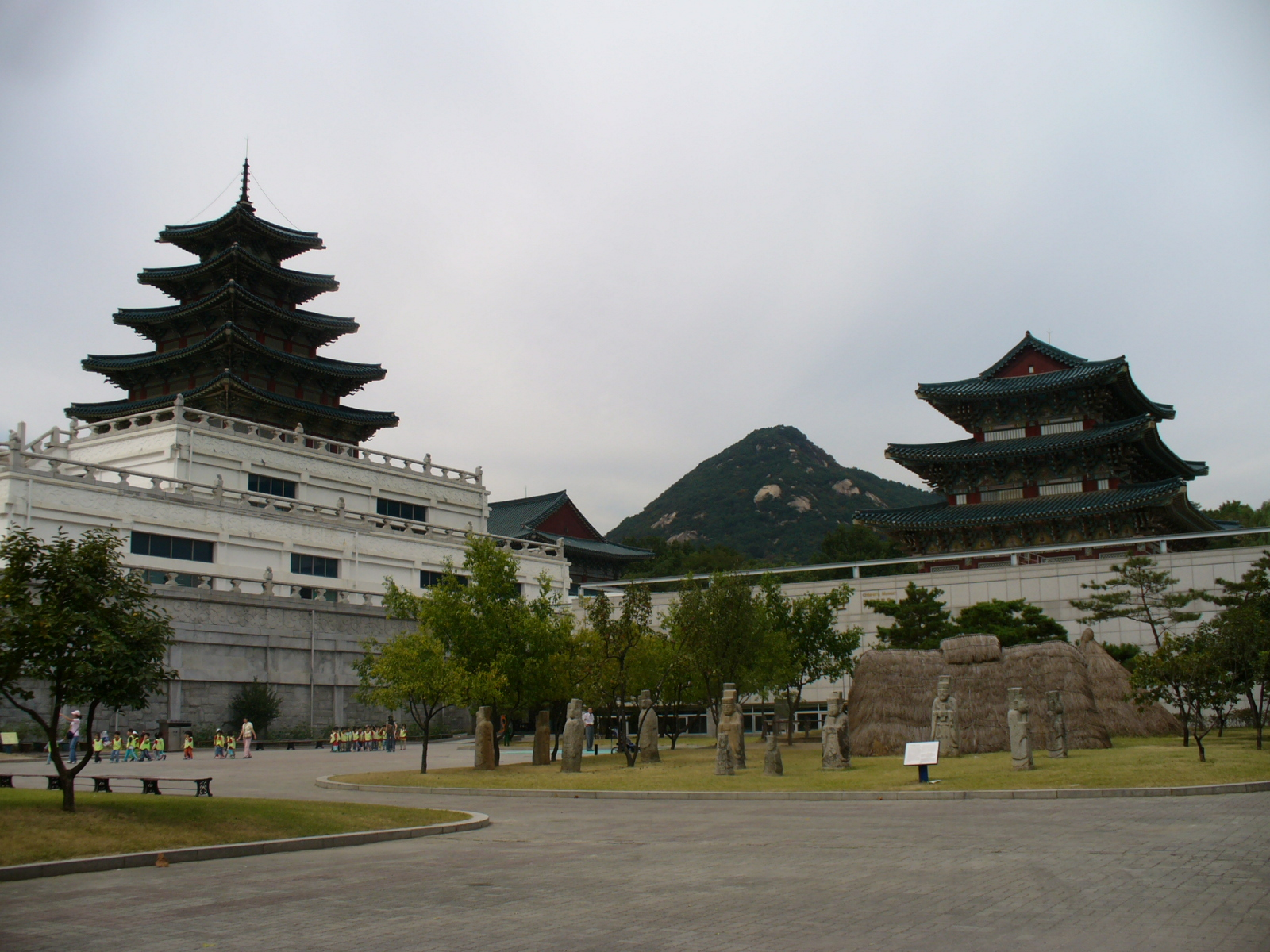
El Museu Nacional d'Art Tradicional de Korea del Sud.

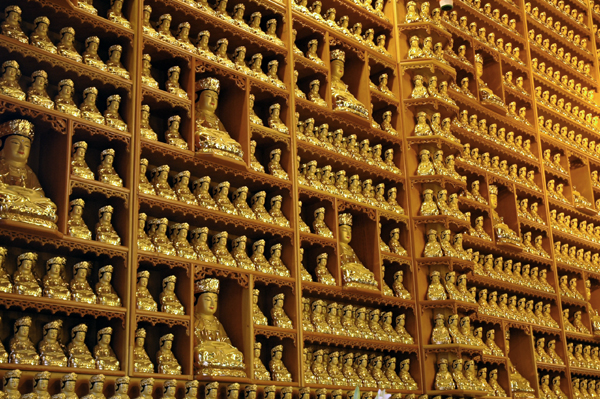
Budes al temple Bongeun Sa a Seül.

### Palaus
La dinastia Joseon va construir els cinc grans palaus anomenats:
- Txangdeokgung (창덕궁; 昌德宮)
- Txanggyeonggung (창경궁; 昌慶宮)
- Deoksugung (덕수궁; 德壽宮)
- Gyeongbokgung (경복궁; 景福宮)
- Gyeonghuigung (경희궁; 慶熙宮)

Hi ha un palau menor:
- Unhyeongung (운현궁; 澐峴宮)

### Museus
- Museu Nacional de Corea
- Memorial de Guerra

### Temples i Mausoleus
- Jongmyo
- Dongmyo
- Munmyo
- Jogyesa
- Hwagyesa
- Bongeunsa

### Altres llocs d'interès
- Insa-dong. Barri al districte de Jongno-gu. El carrer principal és Isadong-gil, carrer típic coreà amb botigues d'antiguitats, cases de té i restaurants coreans. Els diumenges es tanca al tràfic i es converteix en zona de vianants. Estació de metro Jonggak, línia 1.
- Palau Gyeongbokgung. El palau més antic de la dinastia Joseon. Estació de metro Gyeongbokgung, línia 3.
- Carrer Myeong-dong. Carrer comercial amb botigues de moda jove i boutiques al districte de Jung-gu. Estació de metro Myeong-dong, línia 4.
- Mercat Namdaemun. A pocs passos del centre s'hi troba aquest antic i tradicional mercat. Namdaemun significa "gran porta del sud", ja que molt a propo hi ha l'antiga porta sud de la ciutat. La porta en si es coneix com a Namdaemun o Sungnyemun. En aquest mercat a l'aire lliure es ven roba, flors, menjar i materials de construcció, entre altres coses. Estació Hoehyeon, línia 4.
- Cerro Namsan. Literalment "muntanya del sud". Ofereix una vista panoràmica de la ciutat i diverses recreacions. Al cim hi haun restaurants, cafès i la torre de comunicacions nord de Seül. És possible arribar-hi mitjançant un telefèric. Estació de metro Myeong-dong, línia 4.
- Parc Txangtx'ungdan. Parc als peus del cerro Namsan, districte Jung-gu.
- Itaewon. Barri turístic del districte de Yongsan-gu. És el més occidental de les àrees de Seül. Restaurants, botigues i vida nocturna. Juntament amb Insadong i la Torre Seül és un dels llocs més visitats pels turistes. Estació de metro Itaewon, línia 6.
- Sintxon. En aquesta àrea s'hi troben les 3 universitats més importants de Seül. Els seus carrers estan replets de cafès, restaurants i botigues. Estació de metro Sitxon, línia 2.
- Gangnam. Aquesta àrea al sud de Seül, districte de Gangnam-gu, concentra al seu voltant galeries d'art, bautiques, cafès i vida nocturna. També s'hi troba el Centre de Convenció i Exhibició (COEX), COEX Mall i el World Trade Center de Seül, y l'acuari de la capital. Estació de metro Gangnam, línia 2.

## Edificis i arquitectura
Tot i la forta restricció governamental per a la construcció de gratacels, a Seül, és comú observar grans complexos de gratacels destinats tant a fins comercials com residencials, i fins i tot existeixen indústries departamentals ubicades en ells.
L'edifici més alt de Seül és la Tower Palace 3, un complex residencial d'ús mixt amb una altura que arriba als 264 metres.

## Economia

### Aeroports
N'hi ha dos: l'aeroport de Gimpo va ser l'únic aeroport de la ciutat fins a l'obertura de l'Aeroport Internacional de Inchon.

### Metro
El metro de Seül, inaugurat el 1974, és un dels sistemes de metro més extensos i amb més trànsit del món. A més de connectar tots els districtes de la metròpoli, el metro de Seül cobreix la província de Gyeonggi i la ciutat veïna de Inchon, i el 2005 assolí la província de Chungcheong del Sud. Té un recorregut de 287 quilòmetres distribuïts en nou línies i s'estima que s'hi realitzen vuit milions de viatges cada dia.

#### Tren

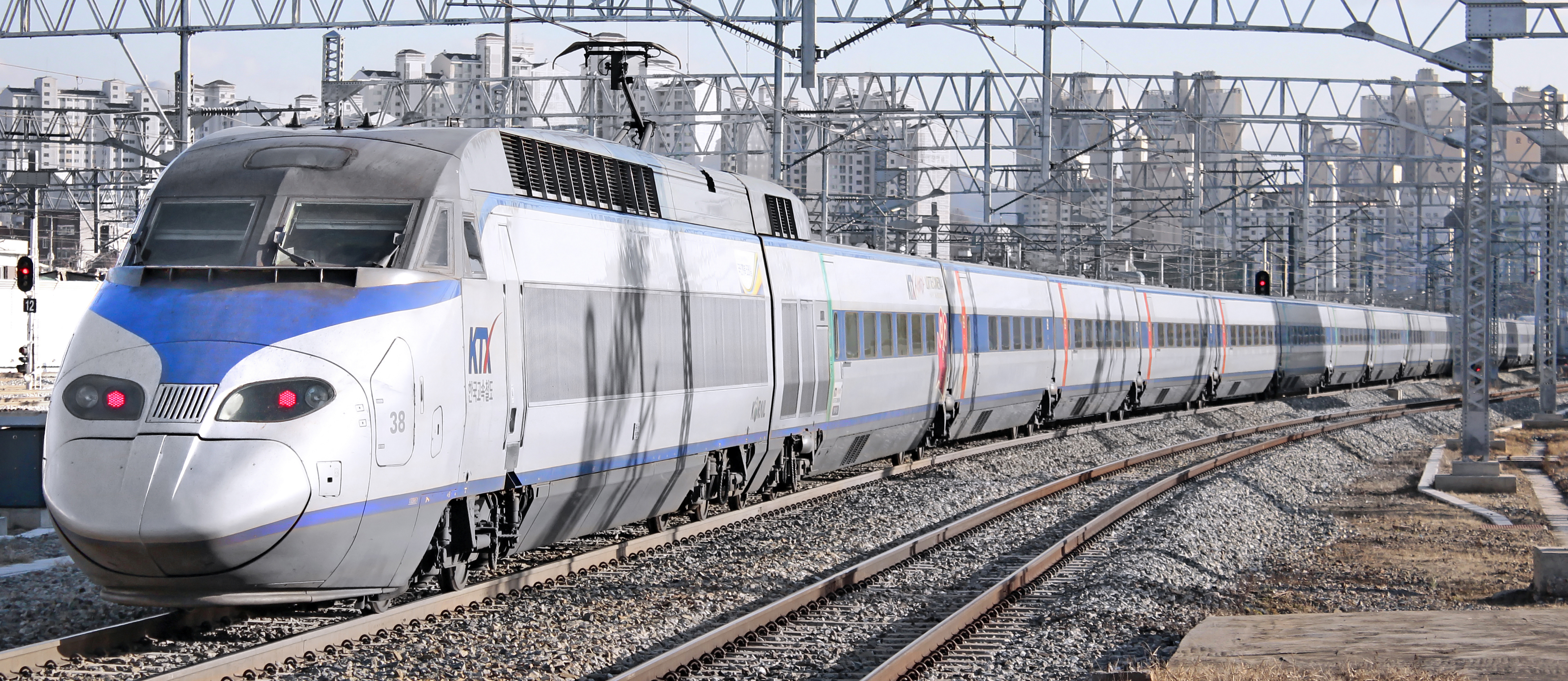
Tren d'alta velocitat de la companyia Korea Train Express (KTX).

Seül està connectada amb tren amb totes les ciutats importants de Corea, i també amb la xarxa de trens d'alta velocitats coreans (KTM), que circulen a més de 300 km/h.

## Geografia humana i societat

### Demografia
Pràcticament tots els residents de Seül són coreans, amb algunes minories xineses i japoneses. Un ràpid creixement de la població de resident internacionals fa que ara representin prop d'un 2% del total de la població.
La població de la ciutat va sobrepassar els 10.421.000 al final de l'any 2007 i el nombre d'estrangers er ade 229.000, constituint el 2,2% de la població.
| Nom                                  | Població | Àrea                     | Densitat de població          |
| ------------------------------------ | -------- | ------------------------ | ----------------------------- |
| Dobong-gu (도봉구; 道峰區)           | 381.732  | 20,8 km² (8,0 sq mi)     | 18.353 /km² (47.530 /sq mi)   |
| Dongdaemun-gu (동대문구; 東大門區)   | 367.596  | 14,2 km² (5,5 sq mi)     | 25.887,0 /km² (67.047 /sq mi) |
| Dongjak-gu (동작구; 銅雀區)          | 404.872  | 16,35 km² (6,31 sq mi)   | 24.762 /km² (64.130 /sq mi)   |
| Eunpyeong-gu (은평구; 恩平區)        | 442.604  | 29,7 km² (11,5 sq mi)    | 14.902 /km² (38.600 /sq mi)   |
| Gangbuk-gu (강북구; 江北區)          | 340.765  | 23,6 km² (9,1 sq mi)     | 14.439 /km² (37.400 /sq mi)   |
| Gangdong-gu (강동구; 江東區)         | 472.244  | 24,587 km² (9,493 sq mi) | 19.207 /km² (49.750 /sq mi)   |
| Gangnam-gu (강남구; 江南區)          | 556.964  | 39,55 km² (15,27 sq mi)  | 14.083 /km² (36.470 /sq mi)   |
| Gangseo-gu (강서구; 江西區)          | 557.373  | 41,4 km² (16,0 sq mi)    | 13.463,1 /km² (34.869 /sq mi) |
| Geumcheon-gu (금천구; 衿川區)        | 256.966  | 13,01 km² (5,02 sq mi)   | 19.751,4 /km² (51.156 /sq mi) |
| Guro-gu (구로구; 九老區)             | 416.405  | 20,11 km² (7,76 sq mi)   | 20.706 /km² (53.630 /sq mi)   |
| Gwanak-gu (관악구; 冠岳區)           | 522.467  | 29,57 km² (11,42 sq mi)  | 17.669 /km² (45.760 /sq mi)   |
| Gwangjin-gu (광진구; 廣津區)         | 381.568  | 17,05 km² (6,58 sq mi)   | 22.379,4 /km² (57.962 /sq mi) |
| Jongno-gu (종로구; 鍾路區)           |          | 23,92 km² (9,24 sq mi)   |                               |
| Jung-gu (중구; 中區)                 | 135.173  | 9,96 km² (3,85 sq mi)    | 13.572 /km² (35.150 /sq mi)   |
| Jungnang-gu (중랑구; 中浪區)         | 440.863  | 18,50 km² (7,14 sq mi)   | 23.830,4 /km² (61.720 /sq mi) |
| Mapo-gu (마포구; 麻浦區)             | 393.196  | 23,87 km² (9,22 sq mi)   | 16.472,4 /km² (42.663 /sq mi) |
| Nowon-gu (노원구; 蘆原區)            | 619.509  | 35,44 km² (13,68 sq mi)  | 17.481 /km² (45.280 /sq mi)   |
| Seocho-gu (서초구; 瑞草區)           | 401.858  | 47,14 km² (18,20 sq mi)  | 8.525 /km² (22.080 /sq mi)    |
| Seodaemun-gu (서대문구; 西大門區)    | 355.765  | 17,60 km² (6,80 sq mi)   | 20.214 /km² (52.350 /sq mi)   |
| Seongbuk-gu (성북구; 城北區)         | 460.511  | 24,57 km² (9,49 sq mi)   | 18.743 /km² (48.540 /sq mi)   |
| Seongdong-gu (성동구; 城東區)        | 325.251  | 16,85 km² (6,51 sq mi)   | 19.303 /km² (49.990 /sq mi)   |
| Songpa-gu (송파구; 松坡區)           | 649.888  | 33,89 km² (13,09 sq mi)  | 19.176 km² (49.670 /sq mi)    |
| Yangcheon-gu (양천구; 陽川區)        | 485.098  | 17,40 km² (6,72 sq mi)   | 27.879 /km² (72.210 /sq mi)   |
| Yeongdeungpo-gu (영등포구; 永登浦區) |          | 24,56 km² (9,48 sq mi)   |                               |
| Yongsan-gu (용산구; 龍山區)          | 239.235  | 21,87 km² (8,44 sq mi)   | 10.939 /km² (28.330 /sq mi)   |

### Religió

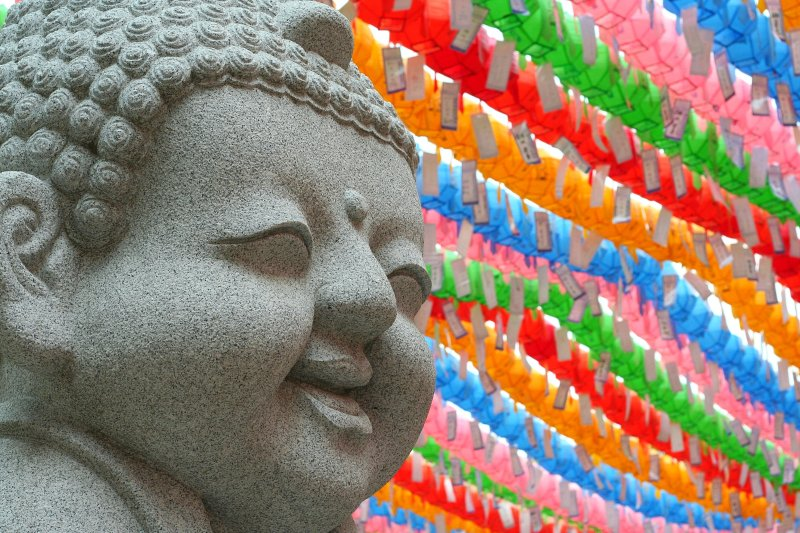
Estàtua budista a Jogyesa

Les dues religions majoritàries de Seül són el budisme i el cristianisme. Altres religions, com el xamanisme o el confucionisme, últimament es veuen més com a penetrants filosofies socials que com a religions. L'Església de l'Evangeli Ple és l'església pentecostal amb la congregació més gran del món.

### Ensenyament

#### Ensenyament superior
Hi ha un gran nombre d'universitats a la ciutat, essent la Seoul National University la que actualment gaudeix d'un més gran prestigi de tot al país.
Les altres universitats de la ciutat són:
Yonsei University (연세 대학교; 延世大學校)
, Sung Kyun Kwan University
, King Sejong University
, Korean National University of Physical Education
, Korean National University of Arts
, Korea University
, Chungang University
, Chugye University for the Arts
, Dankuk University
, Dongduk University
, Dongduk Women's University
, Duksung Women's University
, Hankuk University of Foreign Studies
, Hansung University
, Hanyang University
, Hanyang Women's University
, Hong-ik University
, Induk University
, Konkuk University
, Kookmin University
, Kang-woon University
, Kyunggi University
, Kyunghee University
, Myongji University
, Sahmyook University
, Sangmyung University
, Seogyeong University
, Seoul University
, Seoul Women's University
, Sogang University
, Songshin Women's University
, Sookmyung Women's University
, Soongsil University

## Cultura i lleure

### Esports
El Taekwondo és l'esport nacional de Corea i a Seül s'hi troba el Kukkiwon, també conegut com la Federació Mundial de Taekwondo (WTF), el quartel general de taekwondo.

#### Competicions internacionals
Seül ha organitzat els Jocs Asiàtics de 1986, els Jocs Olímpics d'Estiu de 1988 i els Jocs Paralímpics d'estiu de 1988. També ha estat una de les ciutats que allotjaven partits de la Copa del Món de Futbol de 2002 (concretament, l'Estadi de la Copa del Món de Seül va allotjar la cerimònia d'obertura i el primer partir de la competició).

#### Futbol
Els principals clubs de futbol locals són:
- Futbol masculí

| Nivell     | Lliga           | Club            | Estadi local                          |
| ---------- | --------------- | --------------- | ------------------------------------- |
| 1a Divisió | K-League        | FC Seoul        | Seoul World Cup Stadium, Nord de Seül |
| 2a Divisió | National League | Nowon Hummel FC | Madeul Stadium, Nord de Seül          |
| 3a Divisió | Lliga K3        | Seoul United FC | Jamsil Olympic Stadium, Sud de Seül   |

- Futbol femení

| Nivell     | Lliga    | Club                  | Estadi local   |
| ---------- | -------- | --------------------- | -------------- |
| 1a Divisió | Lliga-WK | Seoul City Women's FC | per determinar |

## Fills il·lustres
- Unsuk Chin (1961): compositora

## Ciutats agermanades
Seül s'ha agermanat amb moltes ciutats:
| - Taipei, República de la Xina (1968) - Ankara, Turquia (1971) - Agana, Guam (1973) - Honolulu, Hawaii (1973) - San Francisco, Califòrnia (1976) - São Paulo (Brasil) (1977) - Bogotá, Colòmbia (1982) - Jakarta, Indonèsia (1984) - Tòquio (Japó) (1988) - Moscou, Rússia (1991) - París, França (1991) - Sydney, Austràlia (1991) | - Pequín, Xina (1992) - Ulan Bator, Mongòlia (1995) - Buenos Aires, Argentina (1992) - Hanoi, Vietnam (1996) - Varsòvia, Polònia (1996) - El Caire, Egipte (1997) - Roma, Itàlia (2000) - Astanà, Kazakhstan (2004) - Atenes, Grècia (2006) - Bangkok, Tailàndia (2006) - Caracas, Veneçuela - Washington D.C, Estats Units (2006) - Ciutat de Mèxic, Mèxic |